# سردر جنوبی باغ صالح‌آباد
سردر جنوبی باغ صالح آباد مربوط به اواخر دوره قاجار است و در شهرستان گناباد، بخش مرکزی، دهستان پس کلوت، بلوار شفا واقع شده و این اثر در تاریخ ۱۹ مرداد ۱۳۸۴ با شمارهٔ ثبت ۱۲۹۲۵ به‌عنوان یکی از آثار ملی ایران به ثبت رسیده است.